# Göreme
Göreme (starořecky Κόραμα, Kòrama) je turecká obec v provincii Nevşehir v Kappadokii, ve střední části Malé Asie.

## Historie
Göreme je zmíněno jako Kòrama v nejstarším známém písemném dokumentu, pocházejícím ze 6. století. Starší názvy tohoto místa byly Matiana, Maccan a Avcilar.
Když Římané obsadili kolem roku 47 př. n. l. oblast Kappadokie, vznikala první zčásti podzemní města či obydlí vyhloubená do tufu. Ta sloužila pak jako úkryt prvních křesťanů již v římském období a v průběhu dalších století jako ochrana proti dobyvatelům jako byli Peršané a posléze Arabové, Mongolové a jiní. Poté, co císař Konstantin I. Veliký vyhlásil v roce 313 svým ediktem milánským toleranci křesťanství, stala se Kappadokie jedním ze středisek nově se šířícího náboženství. V průběhu 4. století byly zakládány první kostely a kláštery. Budování těchto sakrálních staveb pokračovalo za vlády Byzantské říše až do 13. století, kdy se vlády nad touto oblastí ujali Osmané. Křesťanské náboženství tamějších Řeků bylo Osmany po dlouhou dobu tolerováno. Křesťanská komunita zde přežívala až do roku 1923/24, kdy došlo k násilné výměně obyvatelstva mezi Řeckem a Tureckem.

## Současnost
Göreme je považováno za turistické centrum Kappadokie. V blízkosti obce se nachází Národní park Göreme (Göreme Tarihî Millî Parkı) s údolími a skalními útvary nazývanými „pohádkové komíny“ (anglicky: „fairy chimneys“, turecky: „peri bacaları“). Jeho součástí je i „Muzeum pod širým nebem Göreme“ (Open Air Museum Göreme), tvořené množstvím svatyň, bývalých křesťanských kostelů a klášterů, skalních obydlí a podzemních měst vyhloubených v měkkém tufu.
V roce 1985 byl Národní park Göreme se skalními útvary Kappadokie (Göreme National Park and the Rock Sites of Cappadocia) prohlášen za součást světového kulturního a přírodního dědictví pod ochranou mezinárodní organizace UNESCO. Zachovalo se v něm několik křesťanských kostelů, některé z nich se vzácnými nástěnnými malbami. K nejzachovalejším patří Tmavý kostel, jehož fresky byly uchráněny před zničení díky nánosu holubího trusu (kostel se dlouhodobě používal jako holubník).

## Obrázky kostelů

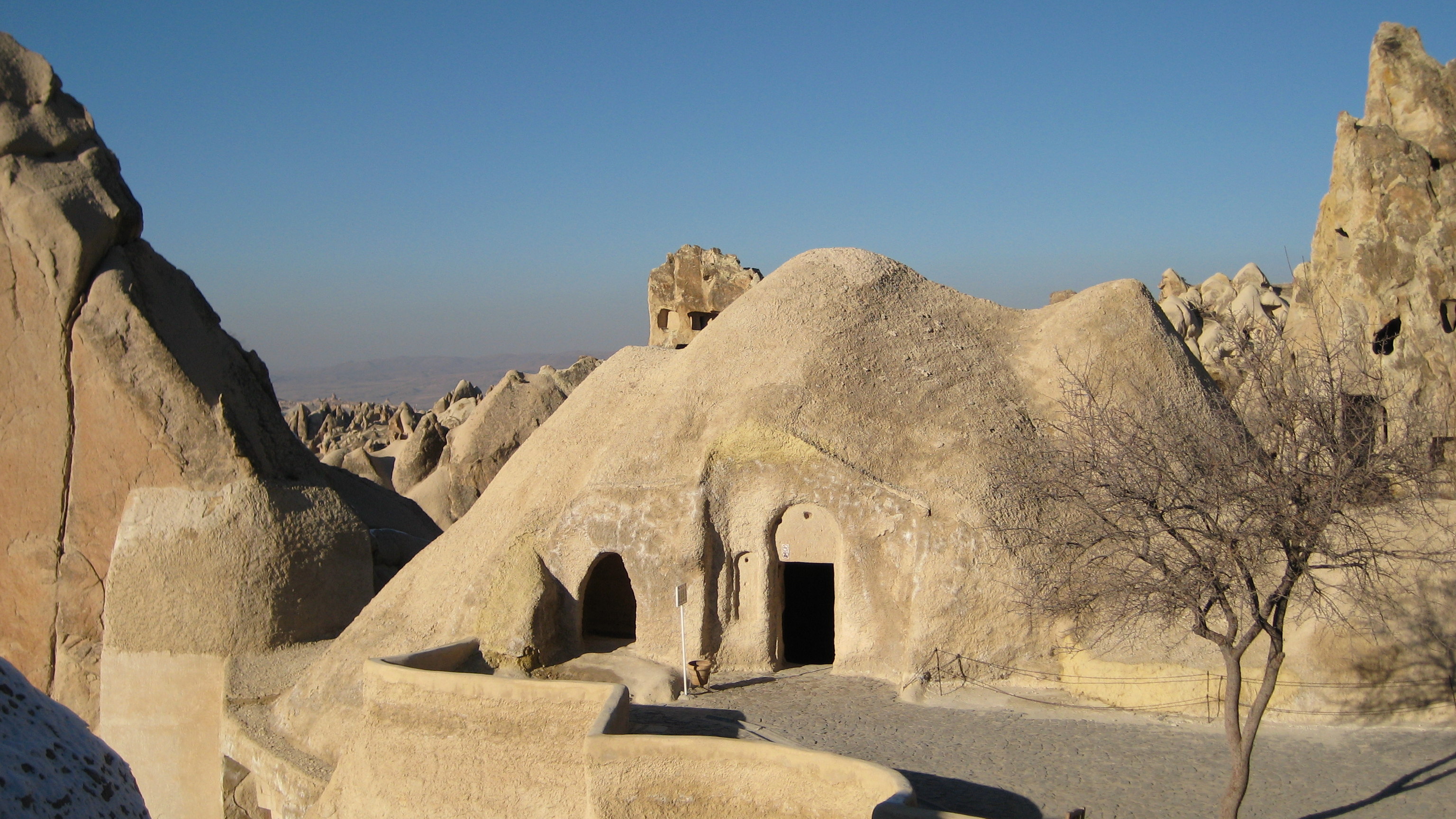
Kostel sv. Barbory
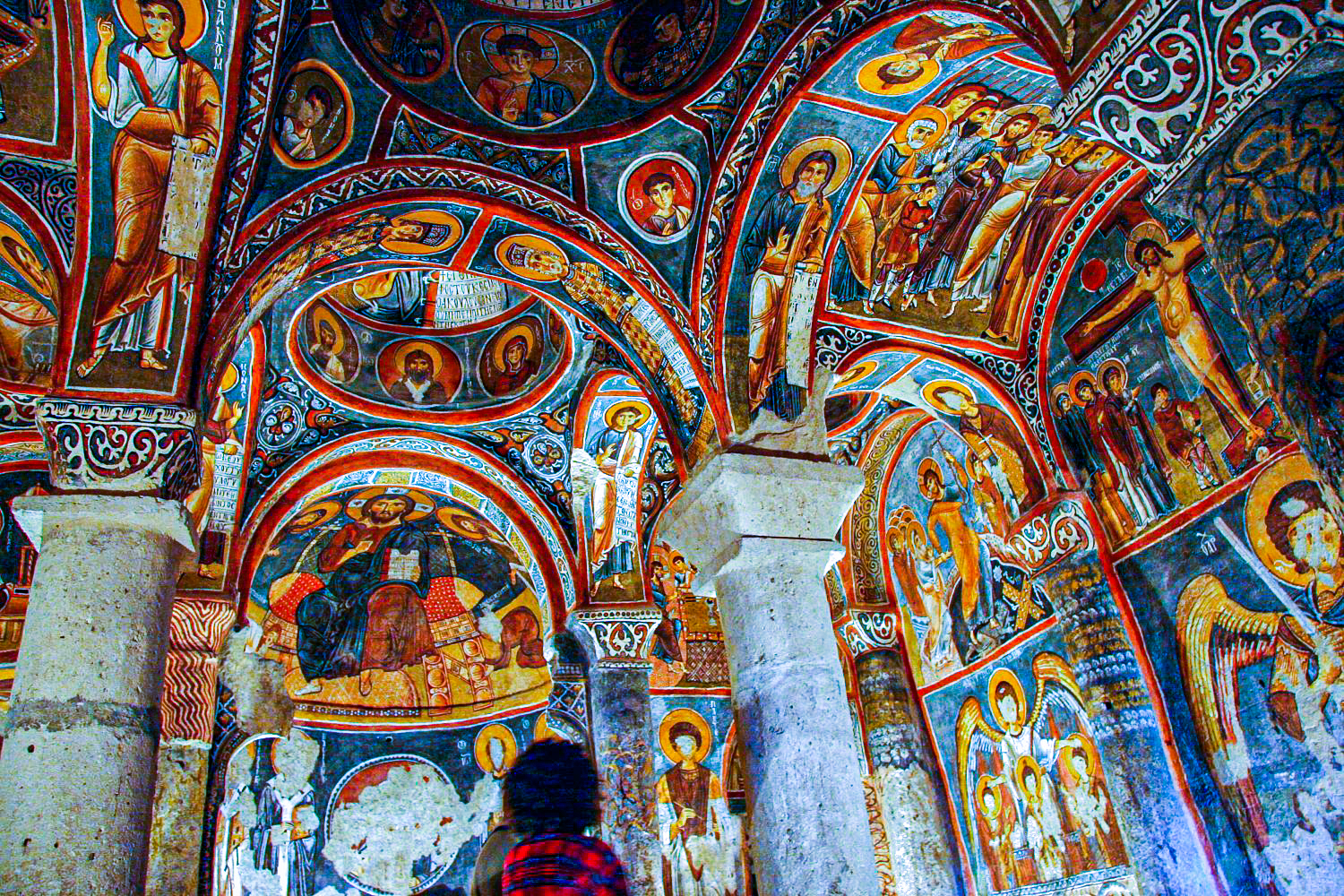
Tzv. Tmavý kostel, interiér se vzácnými malbami
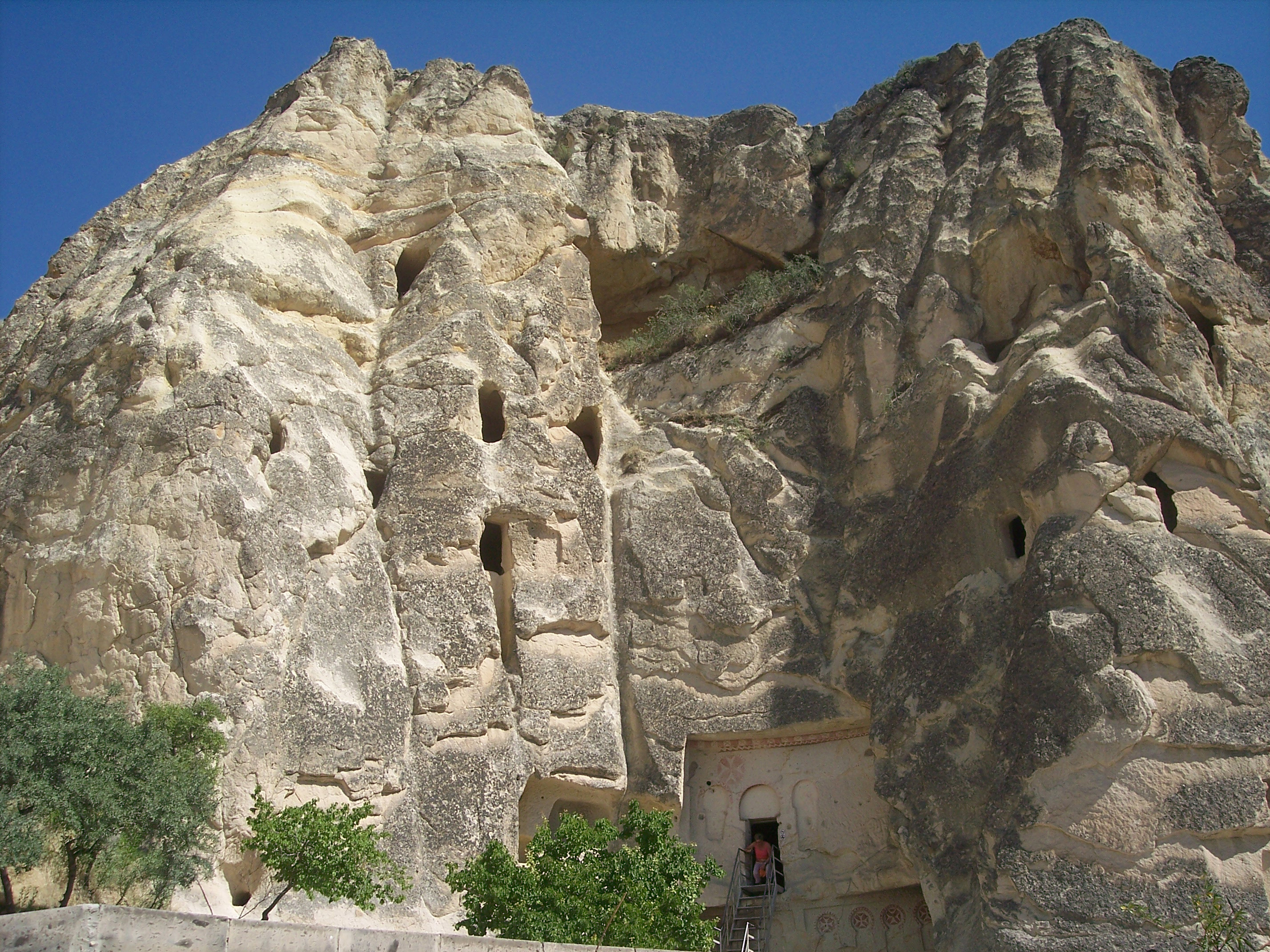
Kostel Çarıklı Kilise, zvaný „kostel se sandály“

## Galerie

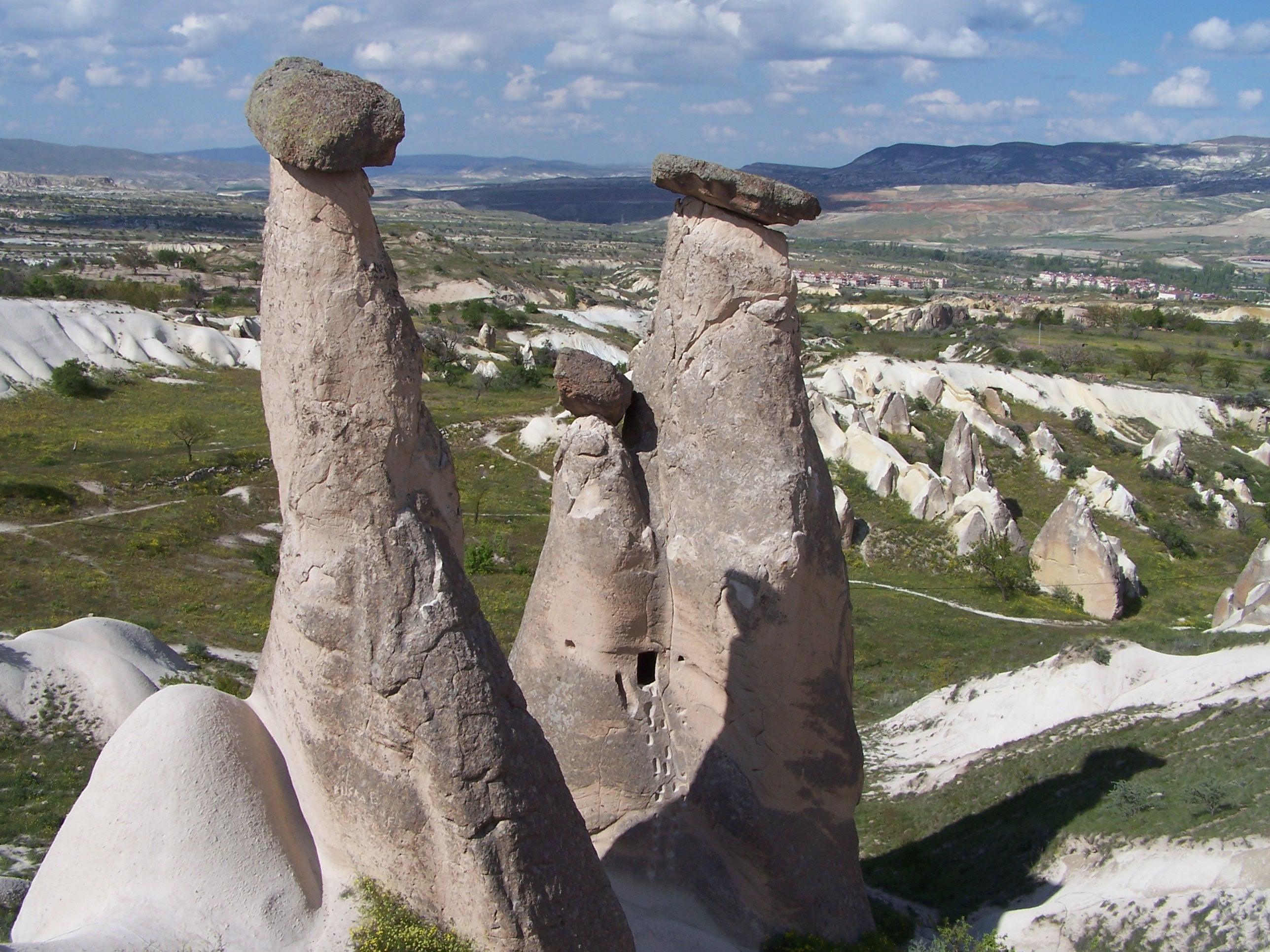
Trojice „pohádkových komínů“
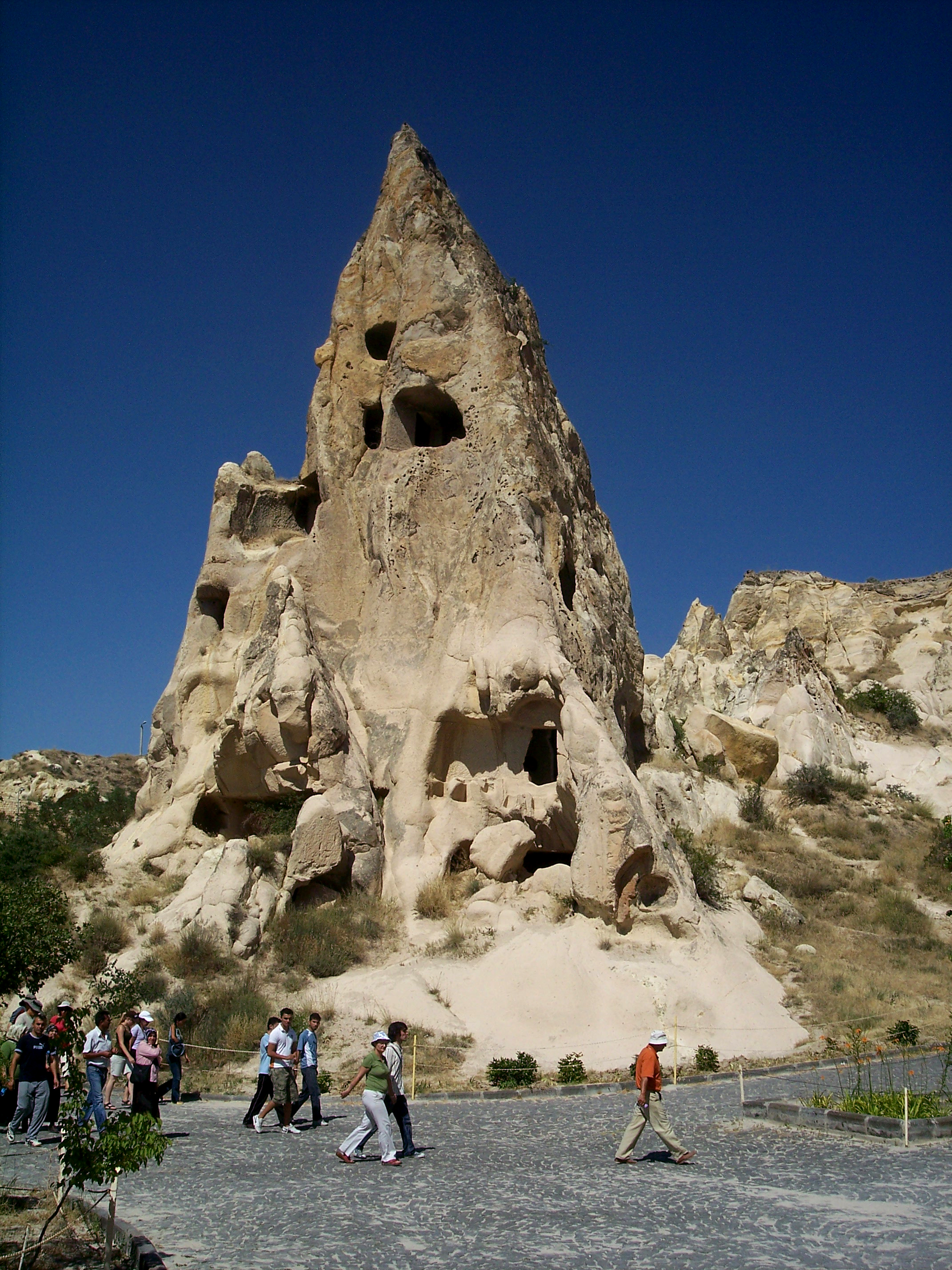
Skalní útvar v muzeu pod širým nebem
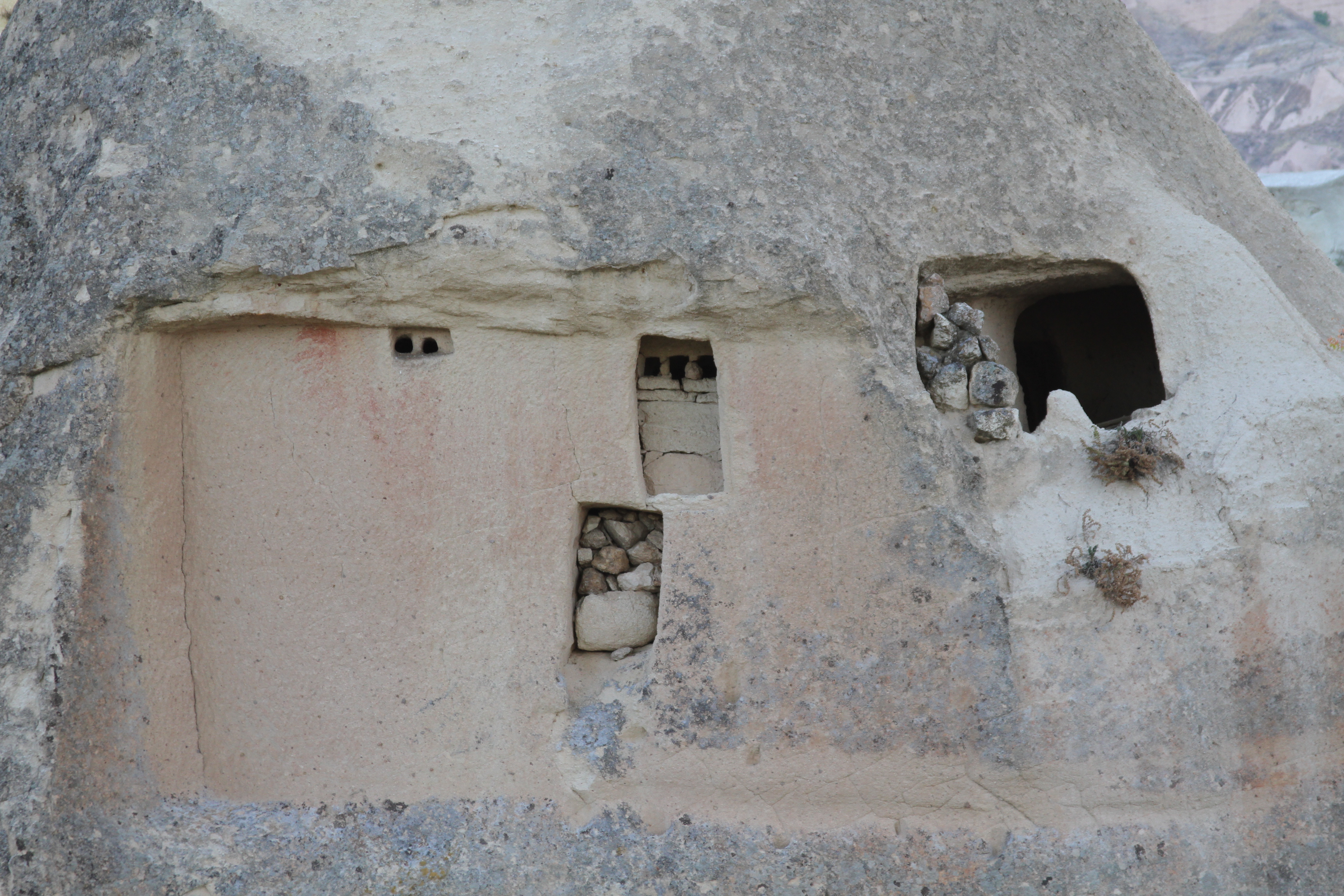
Detail skalního obydlí
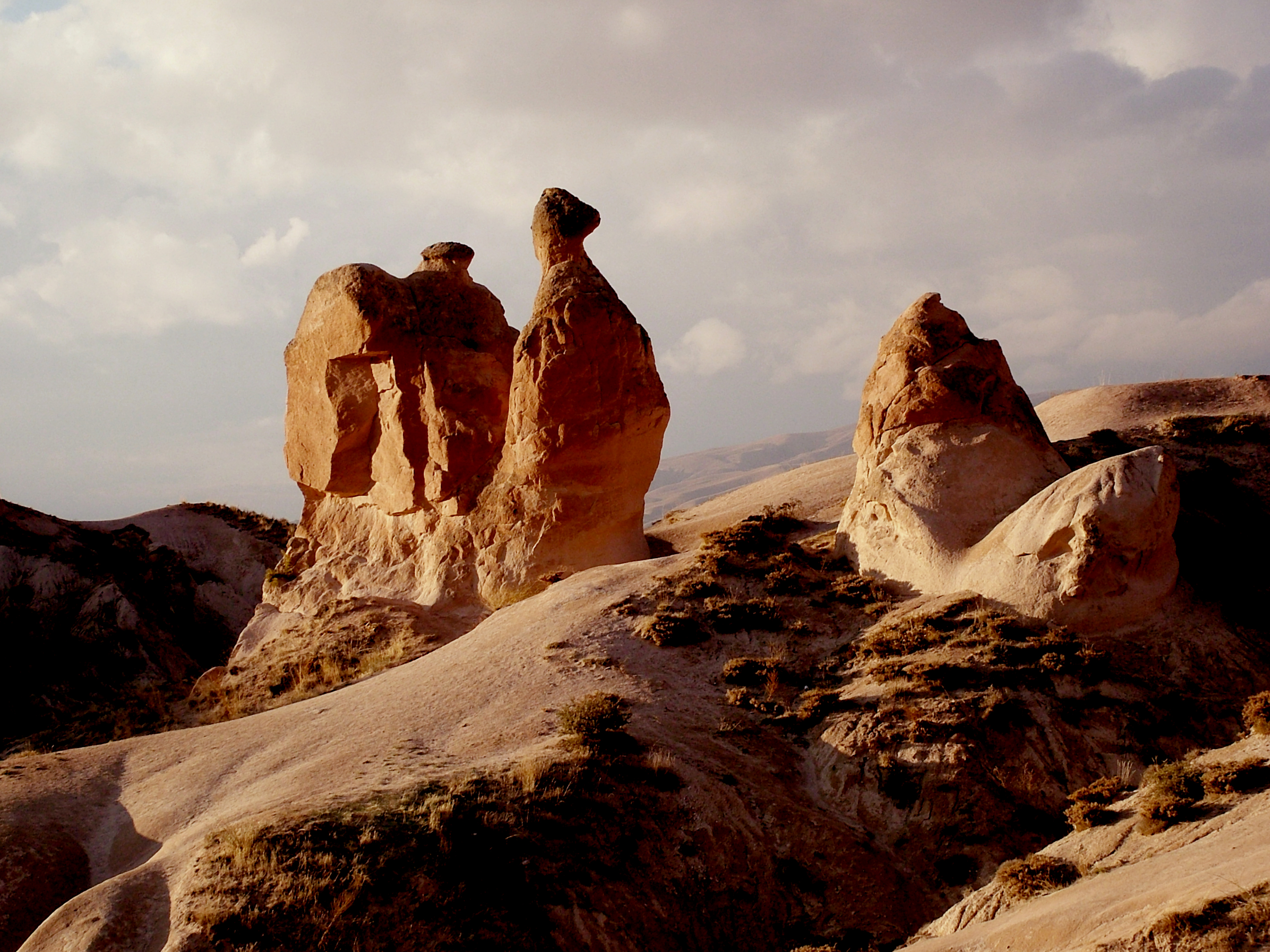
Národní park Göreme
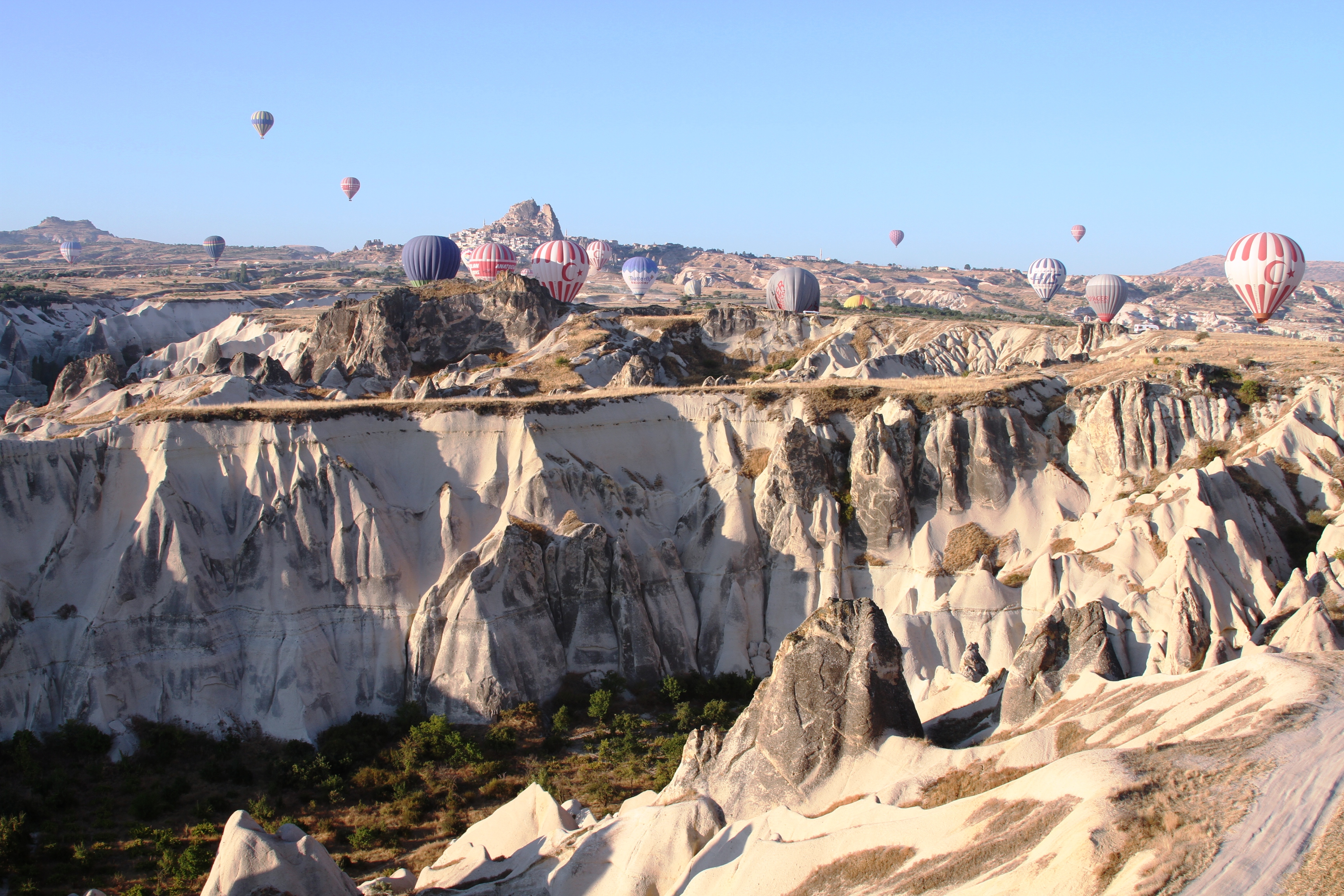
Balony nad Göreme